# 동안미녀
《동안미녀》는 2011년 5월 2일부터 2011년 7월 5일까지 방영된 한국방송공사 월화 미니시리즈이다.

## 줄거리
30대 여성이 9살 어린 동생의 명의로 고급 의류회사에 위장취업해 벌어지는 에피소드와 '절대동안' 외모를 가진 주인공이 고졸 학력과 신용불량자라는 사회적 약점을 극복하고 꿈과 사랑을 이루는 과정을 그린 비즈니스 로코 드라마

## 등장인물

### 주요 인물
- 장나라 : 이소영 역
- 최다니엘 : 최진욱 역
- 김민서 : 강윤서 역
- 류진 : 지승일 역

### 소영 · 승일 주변
- 오연서 : 이소진 역
- 김혜옥 : 소영 모(정옥) 역
- 김규철 : 소영 부 역
- 윤희석 : 노용준 역
- 박철민 : 선남 역
- 안서현 : 현이 역
- 현영 : 지주희 역

### 더 스타일 사람들
- 홍록기 : 장기홍 역
- 손화령 : 정미순 역
- 유연지 : 박나라 역
- 김미경 : 백 부장 역
- 나영희 : 현지숙 역
- 금호석 : 민기 역
- 정주은 : 김 팀장 역

### 그 외 인물
- 이성민 : 채슬아 역
- 윤주상 : 진욱부 역
- 이승형 : 안정남 역
- 홍석천 : 백기형 역
- 이재우
- 전소민 : 이진희 역
- 박선우
- 유태웅 : 김준수 역
- 이재욱
- 김하균

## 시청률
최저 시청률과 최고 시청률은 시청률 조사회사와 지역별로 시청률에 차이가 있을 수 있습니다.
| 2011년 | 2011년   | 2011년         | 2011년       | 2011년         | 2011년       |
| 회차   | 방송일   | TNMS 시청률    | TNMS 시청률  | AGB 시청률     | AGB 시청률   |
| 회차   | 방송일   | 대한민국(전국) | 서울(수도권) | 대한민국(전국) | 서울(수도권) |
| ------ | -------- | -------------- | ------------ | -------------- | ------------ |
| 제1회  | 5월 2일  | 5.8%           | 6.5%         | 6.1%           | 6.8%         |
| 제2회  | 5월 3일  | 6.8%           | 7.3%         | 6.3%           | 7.0%         |
| 제3회  | 5월 9일  | 9.5%           | 10.8%        | 9.0%           | 10.0%        |
| 제4회  | 5월 10일 | 8.9%           | 9.9%         | 9.6%           | 10.6%        |
| 제5회  | 5월 16일 | 10.3%          | 11.8%        | 10.6%          | 11.4%        |
| 제6회  | 5월 17일 | 12.0%          | 13.5%        | 11.9%          | 12.4%        |
| 제7회  | 5월 23일 | 10.5%          | 12.1%        | 12.1%          | 13.1%        |
| 제8회  | 5월 24일 | 12.0%          | 14.2%        | 12.8%          | 14.1%        |
| 제9회  | 5월 30일 | 10.8%          | 11.9%        | 11.0%          | 12.2%        |
| 제10회 | 5월 31일 | 12.0%          | 13.5%        | 12.5%          | 13.9%        |
| 제11회 | 6월 6일  | 13.3%          | 15.2%        | 13.4%          | 15.1%        |
| 제12회 | 6월 7일  | 15.3%          | 16.5%        | 15.5%          | 17.0%        |
| 제13회 | 6월 13일 | 15.2%          | 17.1%        | 15.2%          | 16.4%        |
| 제14회 | 6월 14일 | 14.4%          | 16.4%        | 15.8%          | 17.5%        |
| 제15회 | 6월 20일 | 15.1%          | 18.0%        | 14.4%          | 15.5%        |
| 제16회 | 6월 21일 | 13.8%          | 15.7%        | 14.6%          | 15.9%        |
| 제17회 | 6월 27일 | 14.3%          | 15.9%        | 14.0%          | 14.7%        |
| 제18회 | 6월 28일 | 14.9%          | 16.9%        | 15.1%          | 15.8%        |
| 제19회 | 7월 4일  | 15.1%          | 16.3%        | 15.9%          | 16.7%        |
| 제20회 | 7월 5일  | 16.6%          | 18.1%        | 16.2%          | 16.5%        |

## 사운드 트랙

### 1부
| #            | 제목              | 작사·작곡    | 가수         | 재생 시간 |
| ------------ | ----------------- | ------------ | ------------ | --------- |
| 1.           | 〈5월의 눈사람〉  | 김태원       | 장나라       | 3:36      |
| 2.           | 〈Wonderful Day〉 | 박찬혁       | 마현권       | 2:51      |
| 총 재생 시간 | 총 재생 시간      | 총 재생 시간 | 총 재생 시간 | 6:27      |

### 2부
| #            | 제목                           | 작사         | 작곡         | 편곡  | 재생 시간 |
| ------------ | ------------------------------ | ------------ | ------------ | ----- | --------- |
| 1.           | 〈그래서 아프다〉              | 심현보       | 심현보       | 3:48  |           |
| 2.           | 〈사랑은 그리움의 친구입니다〉 | 정단         | 김민수       | 3:58  |           |
| 3.           | 〈All Right〉                  |              |              | 3:11  |           |
| 총 재생 시간 | 총 재생 시간                   | 총 재생 시간 | 총 재생 시간 | 10:56 |           |

### 정규 음반
| #            | 제목                                         | 작사         | 작곡         | 재생 시간 |
| ------------ | -------------------------------------------- | ------------ | ------------ | --------- |
| 1.           | 〈7월의 눈사람〉                             |              |              | 3:35      |
| 2.           | 〈오렌지나무〉                               | 김정은       | 최경호       | 3:53      |
| 3.           | 〈사랑하게 됐나봐〉                          |              |              | 3:44      |
| 4.           | 〈5월의 눈사람〉                             | 김태원       | 김태원       | 3:36      |
| 5.           | 〈그래서 아프다〉                            | 심현보       | 심현보       | 3:48      |
| 6.           | 〈Wonderful Day〉                            | 박찬혁       | 박찬혁       | 2:49      |
| 7.           | 〈사랑은 그리움의 친구입니다〉               | 정단         | 김민수       | 3:58      |
| 8.           | 〈All Right〉                                | 울트라베어   | 슬리베리     | 3:11      |
| 9.           | 〈딱딱이〉 (연주곡)                          | 박찬혁       | 박찬혁       | 1:30      |
| 10.          | 〈5월의 눈사람〉 (피아노 연주곡)             | 김태원       | 박찬혁       | 2:24      |
| 11.          | 〈소영의 아픔〉 (연주곡)                     | 박찬혁       | 박찬혁       | 1:18      |
| 12.          | 〈느린 의상실〉 (연주곡)                     | 박찬혁       | 박찬혁       | 1:04      |
| 13.          | 〈늑대 리듬〉 (연주곡)                       | 박찬혁       | 박찬혁       | 1:17      |
| 14.          | 〈진욱의 긴장〉 (연주곡)                     | 박찬혁       | 박찬혁       | 1:43      |
| 15.          | 〈사랑은 그리움의 친구입니다〉 (기타 연주곡) | 김민수       | 박찬혁       | 1:27      |
| 16.          | 〈Whisper〉 (연주곡)                         | 박찬혁       | 박찬혁       | 2:00      |
| 17.          | 〈전단을 떼자〉 (연주곡)                     | 박찬혁       | 박찬혁       | 1:02      |
| 18.          | 〈나는 완벽해〉 (연주곡)                     | 박찬혁       | 박찬혁       | 1:00      |
| 총 재생 시간 | 총 재생 시간                                 | 총 재생 시간 | 총 재생 시간 | 45:28     |

## 수상 경력
- 2011년 KBS 연기대상 미니시리즈 부문 남자 우수상 최다니엘
- 2011년 KBS 연기대상 미니시리즈 부문 여자 우수상 장나라
- 2012년 제45회 휴스턴 국제 영화제 TV시리즈 부문 은상

## 기타
- 2011년 6월 10일 : 본 드라마의 방영 분량이 당초 18부작으로 종영할 예정이었지만, 작품의 완성도를 높이기 위해, 2회 연장되어 20부작으로 변경되었다.
- 개그맨 홍록기(장기홍 역)는 해당 드라마로 첫 정극 출연을 했다.[3]
- 드라마 속 장나라의 캐릭터가 너무 무겁다는 지적을 받았다.[4]